# Histoire militaire du Portugal pendant la Première Guerre mondiale

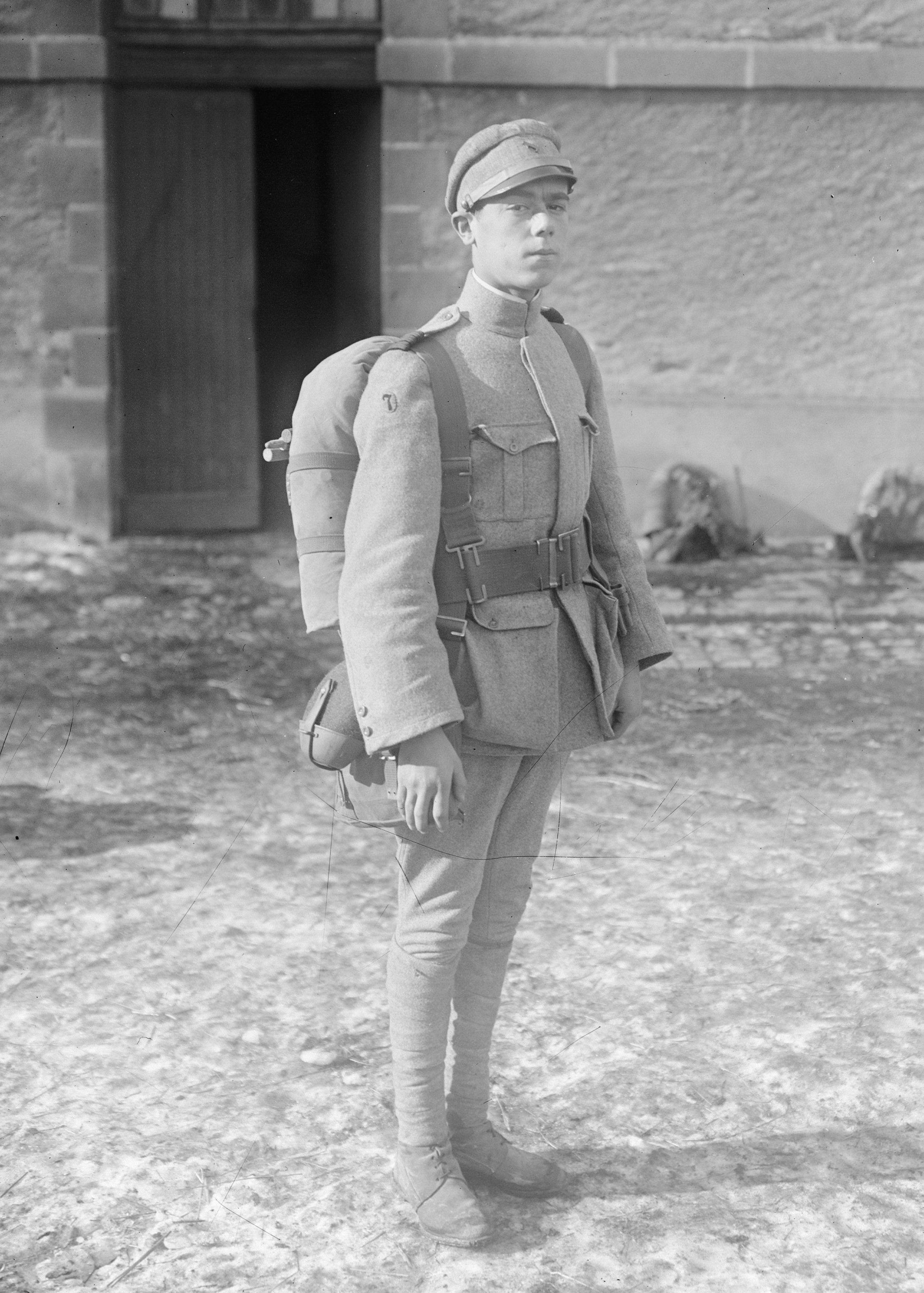
Un soldat portugais à Brest (France) en 1917.

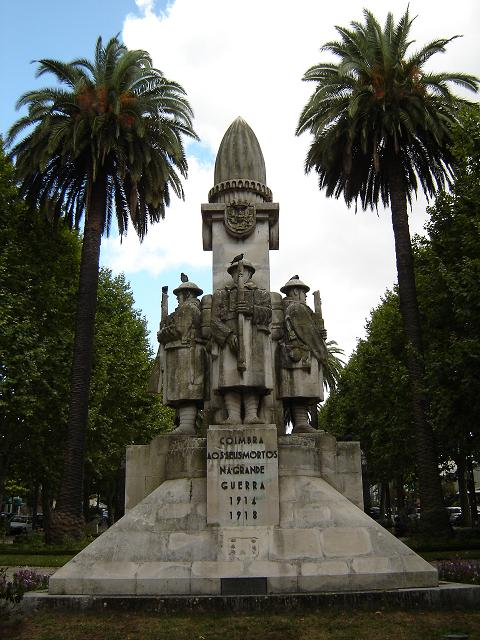
Monument aux morts de la Première Guerre mondiale à Coimbra, Portugal.

En dépit de sa très ancienne alliance avec le Royaume-Uni, le Portugal ne fit pas partie du système des alliances qui devinrent ennemies durant la Première Guerre mondiale et a donc gardé sa neutralité pendant les premières années de la guerre. Le Portugal a souffert des Unterseeboot allemands, qui visaient à bloquer le Royaume-Uni, à l'époque le plus important marché pour les produits portugais. Des affrontements ont également eu lieu avec les troupes d'Allemands dans le Sud de la colonie portugaise de l'Angola.
Initialement, le gouvernement allemand respecta la neutralité portugaise. Cependant, la tension entre le désir de vouloir se conformer aux demandes britanniques et le désir de rester neutre, devint impossible. Le coup d'État du 14 mai 1915 au Portugal et une confiscation d'intérêts économiques allemands aboutit à la déclaration de guerre de l'Empire allemand.

## 1916-1918: Le Portugal dans la guerre
Lorsque le Portugal accède à la requête britannique de confisquer les navires allemands amarrés dans les ports portugais, l'Allemagne réagit en déclarant la guerre au Portugal, ce qui oblige le pays à entrer en guerre.

### 1916
- 23 février : Sur une demande britannique, le Portugal arrête tous les navires allemands ancrés dans les ports du pays.
- 9 mars : L'Allemagne déclare la guerre au Portugal.
- 9 juin : Afonso Costa (ministre des finances) et Augusto Soares participent à la conférence économique des Alliés, où ceux-ci déclarent qu'en cas de paix les conditions seraient les suivantes : l'Allemagne devrait rendre les territoires d'Alsace-Lorraine à la France (rattaché depuis 1871) et le triangle de Kionga (Mozambique) au Portugal (occupé depuis 1894).
- 15 juillet Le gouvernement britannique invite officiellement le Portugal à prendre une part active dans les actions militaires des Alliés.
- 22 juillet Le Corps expéditionnaire portugais (Corpo Expedicionário Português, CEP), composé de 30 000 soldats, est établi à Tancos, Portugal, sous le commandement du général Norton de Matos.
- 7 août Le parlement portugais accepte la participation du pays à la guerre, à la suite de l'invitation du gouvernement britannique. L'effort de guerre portugais devait atteindre 55 000 soldats plus 1 000 artilleurs, envoyés en France, 4 000 soldats par mois, pour tenir 12 km de front. En fait, seules les deux premières divisions ont atteint la France, car l'expédition de troupes américaines réduisait radicalement la capacité de transport des Alliés. Au même moment le Portugal envoya des troupes dans ses colonies africaines, plus particulièrement au Mozambique, pour défendre la colonie des forces coloniales allemandes et au sud de l'Angola contre les troubles indigènes encouragés par les Allemands. Des troupes étaient présentes en Macédoine dès août 1916[1] une brigade y était présente pour faire partie de l'Armée d'Orient.
- 3 décembre : Bataille de Funchal.
- 26 décembre le gouvernement français demande au Portugal d'envoyer des équipes d'artilleurs en France pour faire fonctionner 20 à 30 batteries d'artillerie lourde.

### 1917

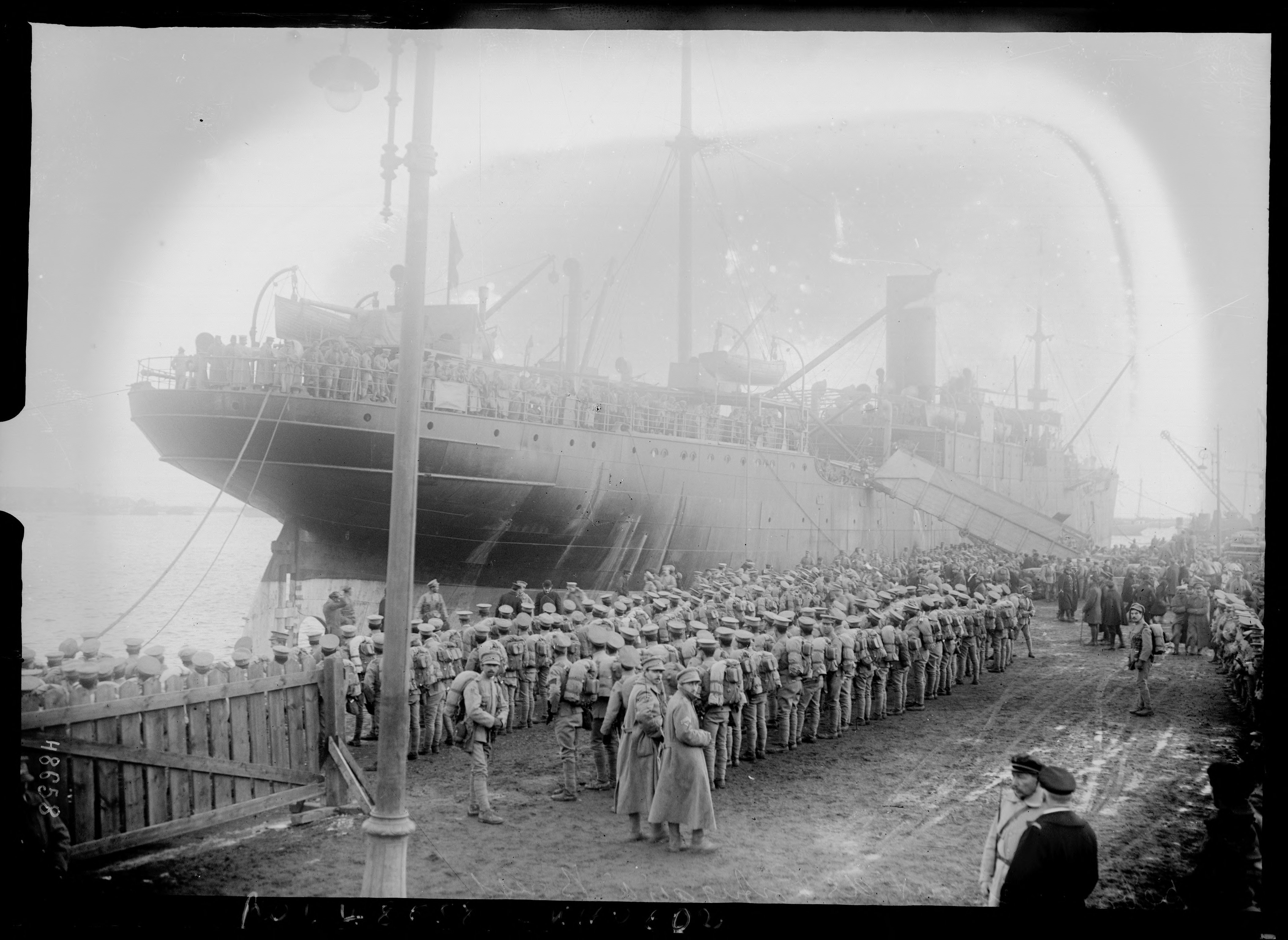
Les troupes portugaises débarquant à Brest (1917).

- 3 janvier la Convention avec la Grande-Bretagne pour réguler la participation portugaise du Front de l'Ouest. Les troupes portugaises du CEP seraient intégrées au BEF (Corps expéditionnaire britannique).
- 7 janvier Le corps indépendant d'artillerie lourde (Corpo de Artilharia Pesada Independente, CAPI) est créé pour répondre à la demande de la France pour les équipes d'artilleurs. Sous un Haut commandement Supérieur portugais, cette unité ferait fonctionner 25 batteries d'artillerie lourde.
- 2 février les premières troupes portugaises arrivent au port de Brest, France.
- 23 février Le second contingent du CEP part pour la France.
- 4 avril Les troupes portugaises arrivent sur le front. Première victime portugaise : le soldat António Gonçalves Curado.
- 13 mai au 13 octobre : Apparitions mariales de Fátima annonçant la fin de la guerre.
- 30 mai La 1re brigade d'infanterie de la 1re division du CEP occupe un secteur sur le front.
- 4 juin Attaque allemande dans le secteur défendu par la 1re brigade.
- 16 juin La 2e brigade d'infanterie occupe un autre secteur sur le front.
- 10 juillet La 1re division du CEP assume la responsabilité de sa part du secteur portugais sur le front. Il a été subordonné par le XIe corps de l'armée britannique, sous le commandement du général Richard Haking. La 3e brigade d'infanterie occupe un secteur sur le front.
- 23 septembre La 4e brigade, connue sous le nom de brigade de Minho (Brigada do Minho), partie de la 2e division, atteint le front.
- 17 octobre Les premiers artilleurs portugais, représentant le soutien direct du Portugal à l'effort de guerre français, arrivent en France. Ils ont été désignés comme le Corps d’artillerie lourde portugais (CALP).
- 5 novembre Le commandement portugais assume la responsabilité de son secteur sur le front. Jusqu'à cette date, il était sous le commandement du général Henry Horne de la première armée britannique.
- Fin 1917 En Afrique de l'est portugaise, l'officier allemand Paul Emil von Lettow-Vorbeck, après une série de longues batailles avec les forces britanniques numériquement supérieures, entre dans la colonie voisine de l'Afrique orientale allemande. En juillet 1918, il capture Namakura/Nhamacurra et saisit de nombreuses armes et des approvisionnements pour sa force, après que de plus petits succès semblables contre les avant-postes portugais avaient déjà aidé à réapprovisionner ses forces[2].

### 1918

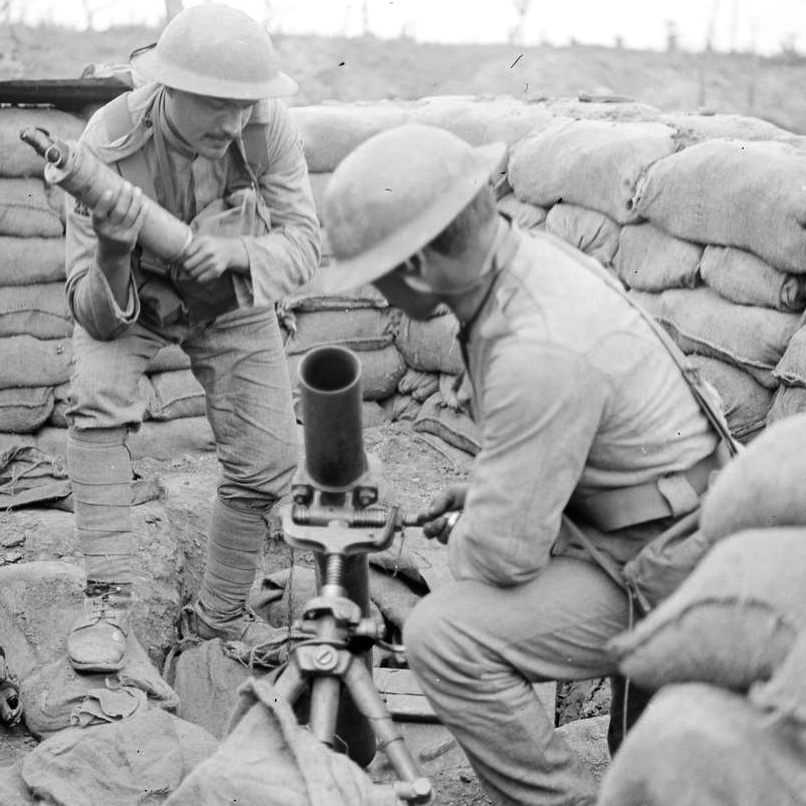
Troupes portugaises chargeant un obus.

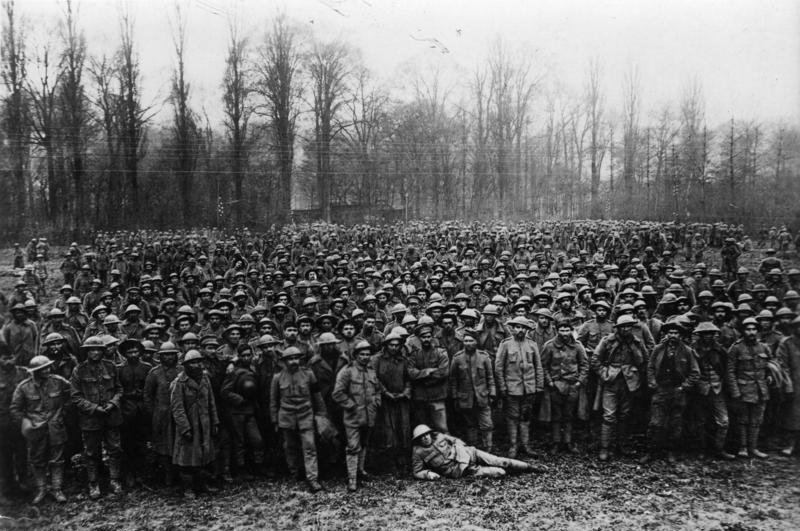
Les prisonniers de guerre en 1918.

- 16 mars La batterie d'artillerie portugaise entre en action.
- 27 mars Une offensive allemande empêche les soldats portugais d'être retirés du front. Comme la 3e division n'a jamais été envoyée en France, l'armée portugaise n'a jamais reçu de renfort. Les soldats portugais devaient combattre sur le champ de bataille pour de longues périodes et, en conséquence, ils étaient parmi les hommes les plus épuisés sur le front.
- 6 avril La condition des soldats portugais devient si difficile que, finalement, les Britanniques décident de les relever. Le CEP était censé être réorganisé, la 1re division allant à l'arrière comme une force de réserve et la 2e faisant partie du 11e corps de l'armée britannique, sous le commandement du général Haking. Haking visita les troupes portugaises et décida d'envoyer la 2e division à l'arrière pour le 9 avril, ce qui n'arriva jamais. Les Allemands ont attaqué les lignes britanniques, les forçant à battre en retraite à environ 60 km. Au lieu d'être libérées les troupes portugaises durent lutter contre l'offensive allemande sur leur secteur.

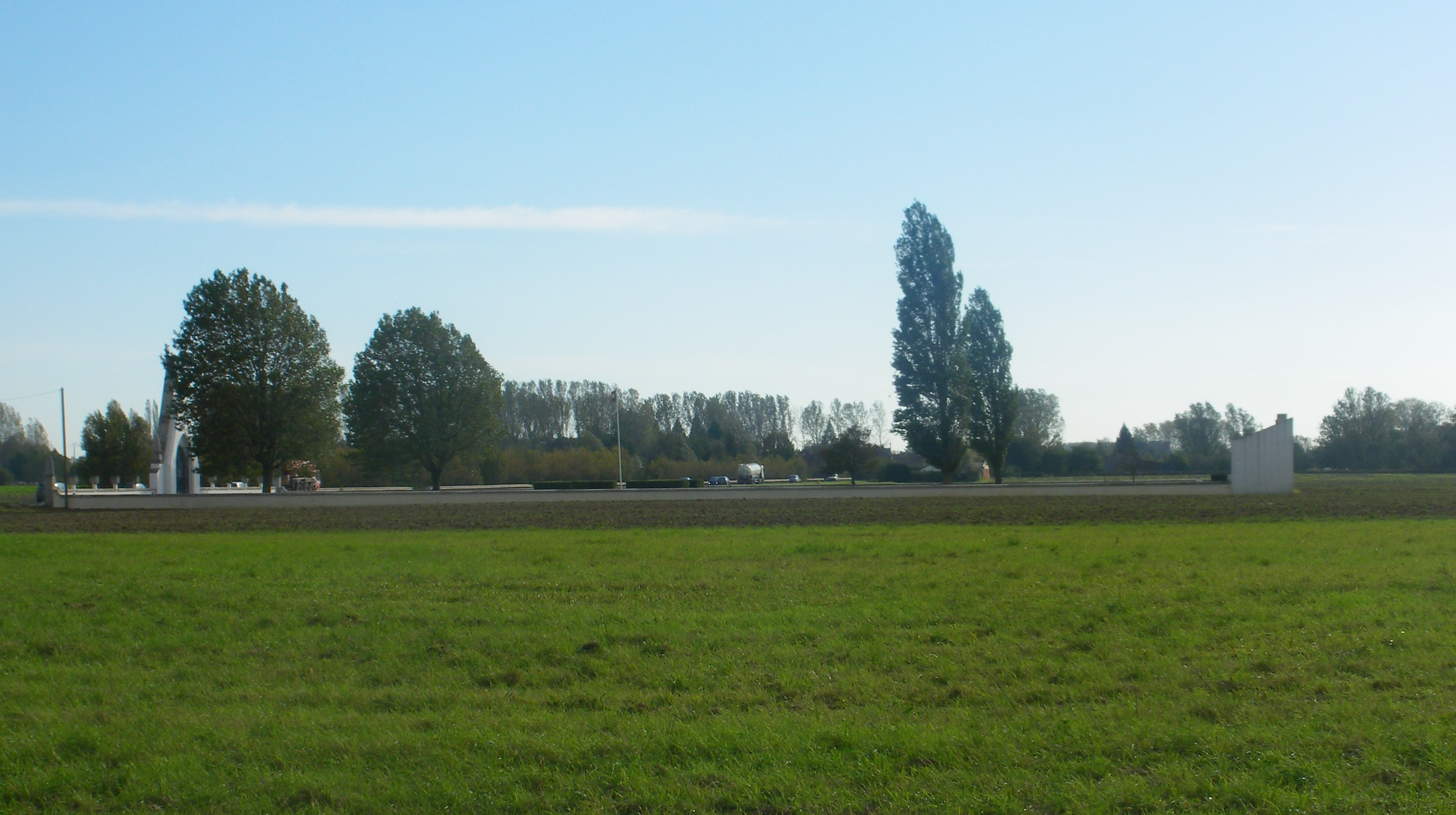
Le cimetière militaire portugais de Richebourg, où reposent 1831 combattants portugais.

- 9 avril La bataille de la Lys, nom sous lequel elle est connue au Portugal, ou opération Georgette, ou bataille d'Estaires pour les Britanniques, a commencé avec un fort barrage d'artillerie des Allemands, suivi par une offensive allemande avec utilisation intensive de gaz mortel. La sixième Armée allemande a déployé huit divisions (environ 100 000 hommes) soutenu par le feu d'artillerie intensif. Contre cette force les Portugais avaient 20 000 soldats et 88 canons. Par conséquent, la 2e Division a été annihilée pendant la bataille. Le CEP portugais a perdu 327 officiers et 7 098 soldats, environ 35 % de sa capacité de combat effective. Les survivants furent envoyés à l'arrière, certaines unités qui étaient en cours de transfert dans l'armée britannique y furent envoyés plus tard.
- juillet Le général Tomás António Garcia Rosado est nommé  nouveau chef de commandement du CEP restant.
- 4 juillet La 1re division du CEP a été subordonnée à la 5e armée britannique, commandée par le général William Birdwood.

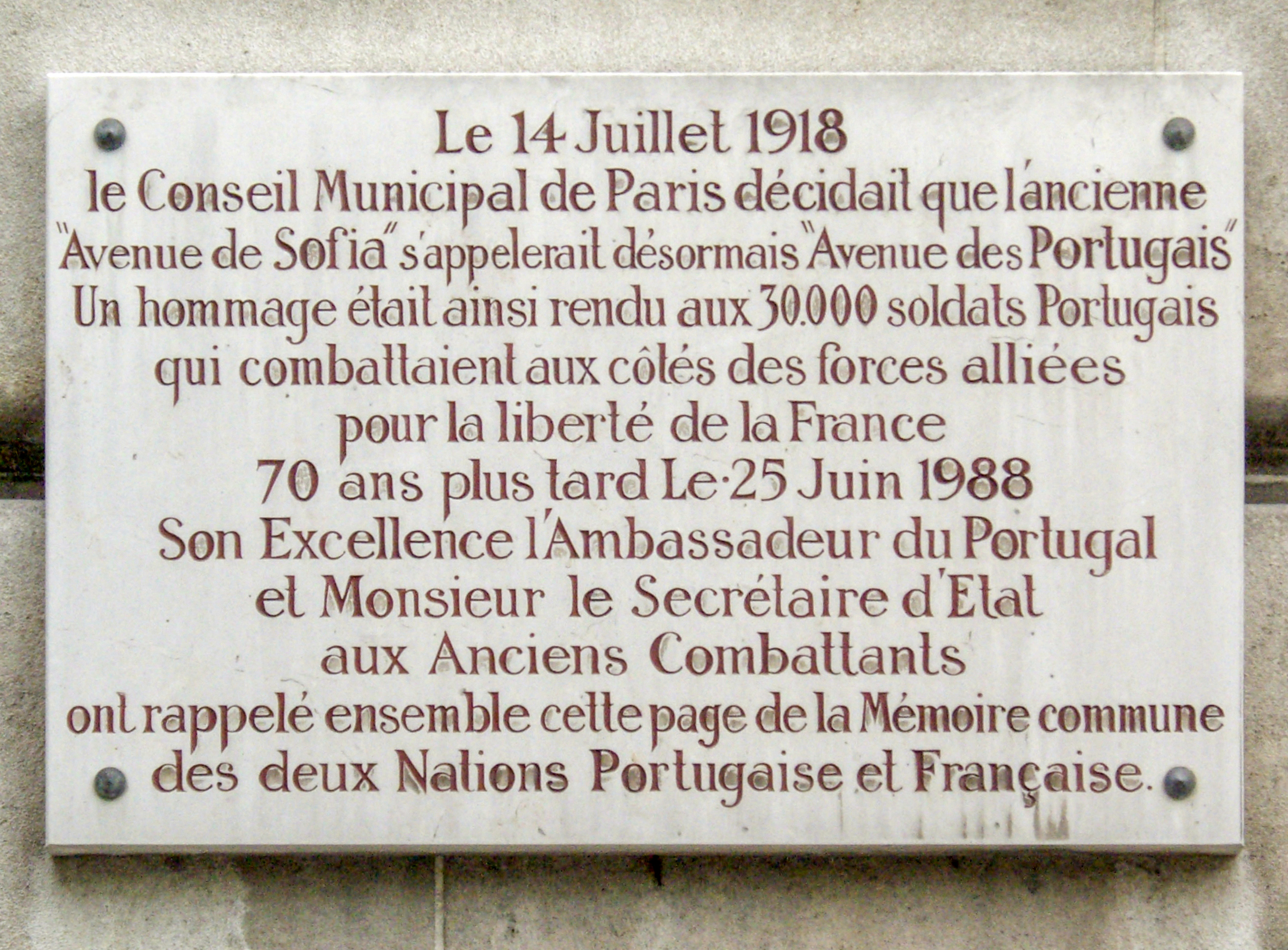
Plaque commémorative de la voie de Paris qui prend le nom d’avenue des Portugais le 14 juillet 1918.

- 25 août le général Garcia Rosado assume le commandement du CEP en France.
- 11 novembre l'Allemagne accepte l'armistice proposé par les alliés. Fin de la guerre.

### Bilan humain
Le Portugal a enregistré 7 222 morts (1 689 en France et 5 333 en Afrique) 13 751 blessés et 12 318 prisonniers de guerre ou disparus. Les sous-marins allemands ont coulé 96 navires portugais et en ont endommagé 5 autres.
On estime a 220 000 morts indirectes au Portugal, 82 000 morts conséquences des privations durant la guerre et 138 000 liés à grippe espagnole.

## Après l'armistice

### 1919
- 18 janvier : La délégation portugaise de la conférence de paix de Versailles est présidée par le professeur Egas Moniz. Dans le traité de paix, l'Allemagne doit céder le triangle de Kionga occupé depuis 1894 par l'Allemagne et associé à l'Afrique orientale allemande, au Portugal.

### 1921
- 19 novembre : Charles Ier, dernier empereur d'Autriche-Hongrie, est exilé à Madère, où il demeure jusqu’à sa mort le 1er avril 1922. Le conseil des alliés préfère l'envoyer sur cette île isolée et facile à protéger afin d'éviter toute tentative de restauration Habsbourg[3].

## Dans la littérature
- En 2024 parait en français le roman-culte portugais Oubliés (Filha do Capitão premier roman de José Rodrigues Dos Santos, son premier roman paru il y a 20 ans) [4]